# Z Normae
Z Normae är en kortperiodisk förmörkelsevariabel av Algol-typ (EA/SD) i stjärnbilden Vinkelhaken.
Stjärnan varierar mellan fotografisk magnitud +9,3 och 10,1 med en period av 2,556914 dygn.